# Англада, Лола

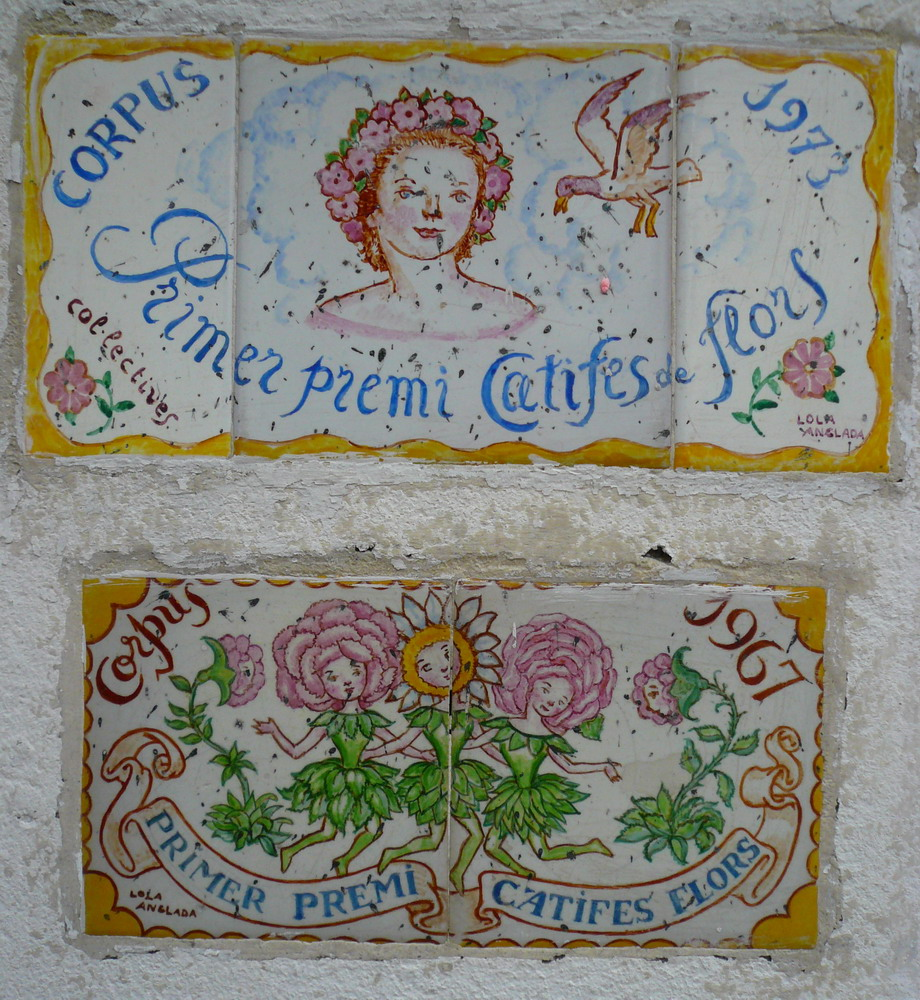
Рисунки художницы (1967 год)

Мария Долорес Англада-и-Сарриера (каталанск. Maria Dolors Anglada i Sarriera, род. 1896 г. Барселона — ум. 12 сентября 1984 г. Тиана) — каталонская писательница и художница-иллюстратор. Известна в первую очередь как автор и иллюстратор литературы для детей.

## Жизнь и творчество
Л.Англада в творческом отношении — как писательница — принадлежала к каталонскому культурному течению новесентизм, возникшему в политической среде, образовавшнйся вокруг созданного Энриком Пратом де ла Риба движения Каталонская солидарность (Solidaritat Catalana). Уже в 13-летнем возрасте девушка делает рисунки для иллюстрированного журнала комиксов ¡Cu Cut!. В 17 лет появляются её работы для журнала En Patufet. В 1916 Л.Англада делает иллюстрации для некролога О.Уайльду. В 1918 году девушка приезжает в Париж: здесь она работает иллюстратором для ряда французских журналов и пишет свою первую книгу, Contes del Paradís, которую вместе с собственными же рисунками опубликовала в 1920 году. Во время Гражданской войны в Испании Л.Англада была на стороне республиканцев; она участвует в рабочем движении, вступает в UGT и работает в Министерстве пропаганды. После окончания войны долгое время жила в уединении, в небольшом каталонском городке Тиана, где и скончалась в своём фамильном доме в сентябре 1984 года.

## Литературные сочинения
- Contes del Paradís, 1920
- En Peret, 1928
- Margarida, 1929
- Monsenyor Llangardaix, 1929
- El més petit de tots, 1937
- La Barcelona dels nostres avis, 1949
- La meva casa i el meu jardí, 1958
- Martinet, 1960
- Les meves nines, 1983

## Дополнения
- Маргарида, иллюстрация Л.Англады к одноимённой её сказке (1929)